# Arthur Pasquier
Pour les articles homonymes, voir Pasquier.
Ne doit pas être confondu avec Ernest Pasquier (cyclisme) ou Gustave Pasquier.
Arthur Pasquier dit Pasquier ainé, né le 1er mars 1883 à Coulonges-Thouarsais (Deux-Sèvres) et mort le 4 décembre 1963 à Clichy, est un cycliste français. Il a été le « pacemaker » (entraîneur) des stayers Léon Didier, Victor Linart, Daniel Lavalade, Raoul Lesueur, Gustave Ganay, Henri Lemoine,
Roland Jonchère et Roger Godeau.

## Biographie
En 1961, âgé de 78 ans, sa licence lui est retirée, le 23 juillet, en raison d'un accident survenu sur la piste de Vichy. Un recours fait établir sa parfaite aptitude à entraîner à moto, et il récupère sa licence. Il peut ainsi entraîner Roger Godeau aux championnats du monde, à Zurich. Il s’assoupit un temps lors de la série et « oublie » son coureur. Heureusement revenu à lui, il le récupère lorsqu’il s’aperçoit de sa présence en le récupérant le tour suivant. Sa licence ne sera pas renouvelée en 1962. 
Il arrête la compétition quand Roger Godeau fait sa course d'adieu en  1961 au Parc des Princes. 
Il est enterré à Coron. Il y a une place Arthur-Pasquier à Coron.
Il est parfois présenté (à tort, confusion avec Gustave Pasquier) comme le « Pasquier » qui fit 8e au Tour de France 1903.